# یوشینوبو ایشی
یوشینوبو ایشی (به انگلیسی: Yoshinobu Ishii) بازیکن فوتبال اهل ژاپن و عضو تیم ملی فوتبال ژاپن است که در تاریخ ۲۱ سپتامبر ۱۹۶۲ میلادی اولین بازی ملی‌اش را انجام داد. او در ۱ بازی ملی حضور داشت و آخرین بازی ملی خود را در تاریخ ۲۱ سپتامبر ۱۹۶۲ میلادی انجام داد. یوشینوبو ایشی در بازی‌های ملی‌اش
گلی به ثمر نرساند.